# Serixia varioscapus
Serixia varioscapus là một loài bọ cánh cứng trong họ Cerambycidae.